# Colchicum imperatoris-friderici
Colchicum imperatoris-friderici är en tidlöseväxtart som beskrevs av Walter Siehe och Karin Persson. Colchicum imperatoris-friderici ingår i släktet tidlösor, och familjen tidlöseväxter. Inga underarter finns listade i Catalogue of Life.